# Ornithospila avicularia
Ornithospila avicularia är en fjärilsart som beskrevs av Achille Guenée 1857. Ornithospila avicularia ingår i släktet Ornithospila och familjen mätare. Inga underarter finns listade i Catalogue of Life.